# امصوف (مكيراس)

تعديل مصدري - تعديل

امصوف هي إحدى قرى عزلة مكيراس بمديرية مكيراس التابعة لمحافظة البيضاء، بلغ تعداد سكانها 59 نسمة حسب تعداد اليمن لعام 2004.